# Weitenegg (hrad)
Hrad Weitenegg je zřícenina hradu na území obce Leiben v Dolních Rakousích. Je to vícepodlažní objekt s palácem, dvěma bergfrity, čtyřmi nádvořími a dvěma kuchyněmi.
Byl postaven ve 12. století hrabaty z rodu Tengling-Peilstein. V roce 1150 přešel na rod Pernegg. Během staletí vystřídal řadu majitelů. V 16. století byl opevněn jako útočiště pro obyvatelstvo během tureckých válek. Ke konci 17. století byl opuštěn. V současnosti je majetkem rodiny Wipplingerů, která ho koupila v roce 1983.
Objekt není přístupný veřejnosti.